# Josef Lada
Josef Lada (n. 17 decembrie 1887, Hrusice, Boemia, Austro-Ungaria – 14 decembrie 1957, Praga, Cehoslovacia, înmormântat în Cimitirul Olšany) a fost un pictor și scriitor ceh. El este cel mai bine cunoscut ca ilustrator al romanului lui Jaroslav Hašek despre Primul Război Mondial, intitulat Peripețiile bravului soldat Švejk,  obținând Deutscher Jugendliteraturpreis în 1963.
Asteroidul 17625 Joseflada a fost numit după el.

## Viața
Născut în micul sat Hrusice în familia unui cizmar, el a venit la Praga la vârsta de 14 ani pentru a deveni ucenic în meseria de legător de cărți. Autodidact în întregime, el a creat propriul său stil artistic, lucrând pe post de caricaturist pentru ziare, iar mai târziu ca ilustrator. El a reprodus peisaje, a creat fresce și a proiectat costume pentru piese de teatru și filme. De-a lungul anilor, a realizat o serie de picturi și desene ce reprezentau ocupații tradiționale cehe și a scris și ilustrat aventurile lui Mikeš, o mică pisică neagră care putea vorbi.
Lada a produs aproape 600 de desene legate de peripețiile soldatului ceh Švejk, reprezentându-i pe ofițerii și funcționarii civili din Austro-Ungaria ca incompetenți, abuzivi și de multe ori beți. Toate edițiile ulterioare ale Peripețiilor bravului soldat Švejk au folosit ilustrațiile lui Lada, cu excepția ediției cehe din 2008/2009 ce a fost ilustrată de Petr Urban.

## Galerie

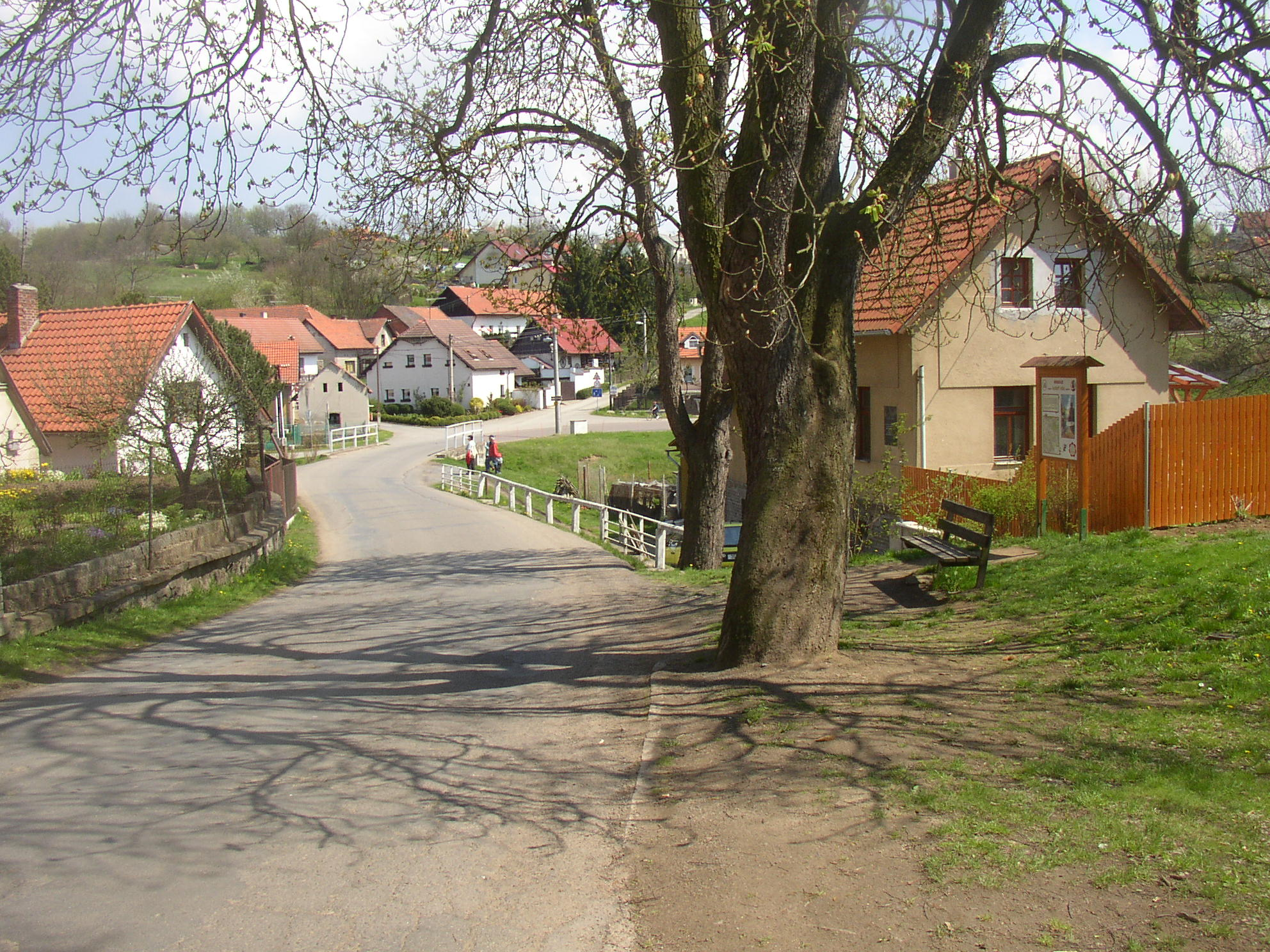
Locul de naștere al lui Josef Lada
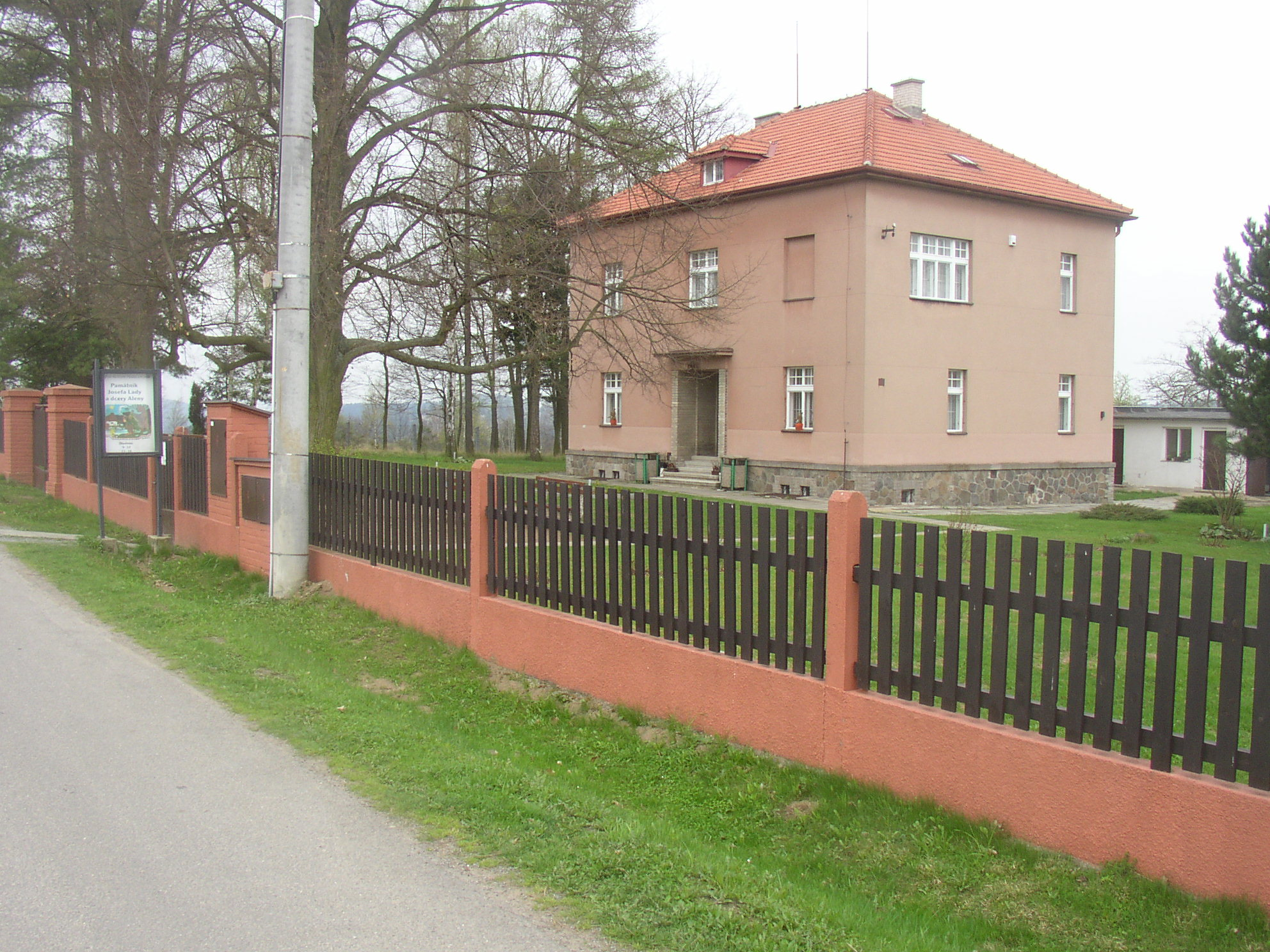
Vila lui Lada din Hrusice care adăpostește astăzi un muzeu memorial
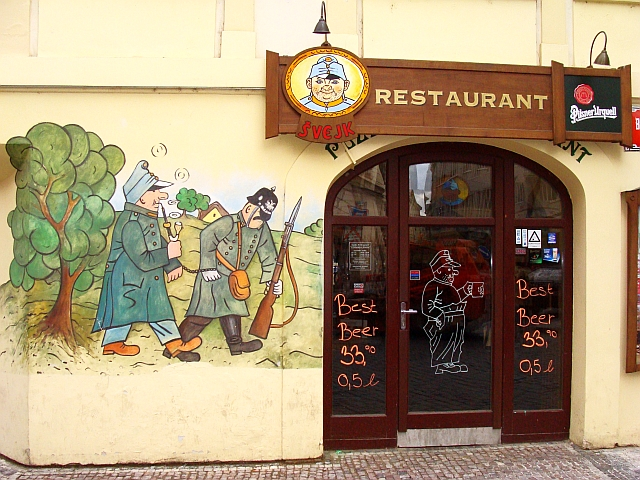
Restaurantul Švejk din Praga
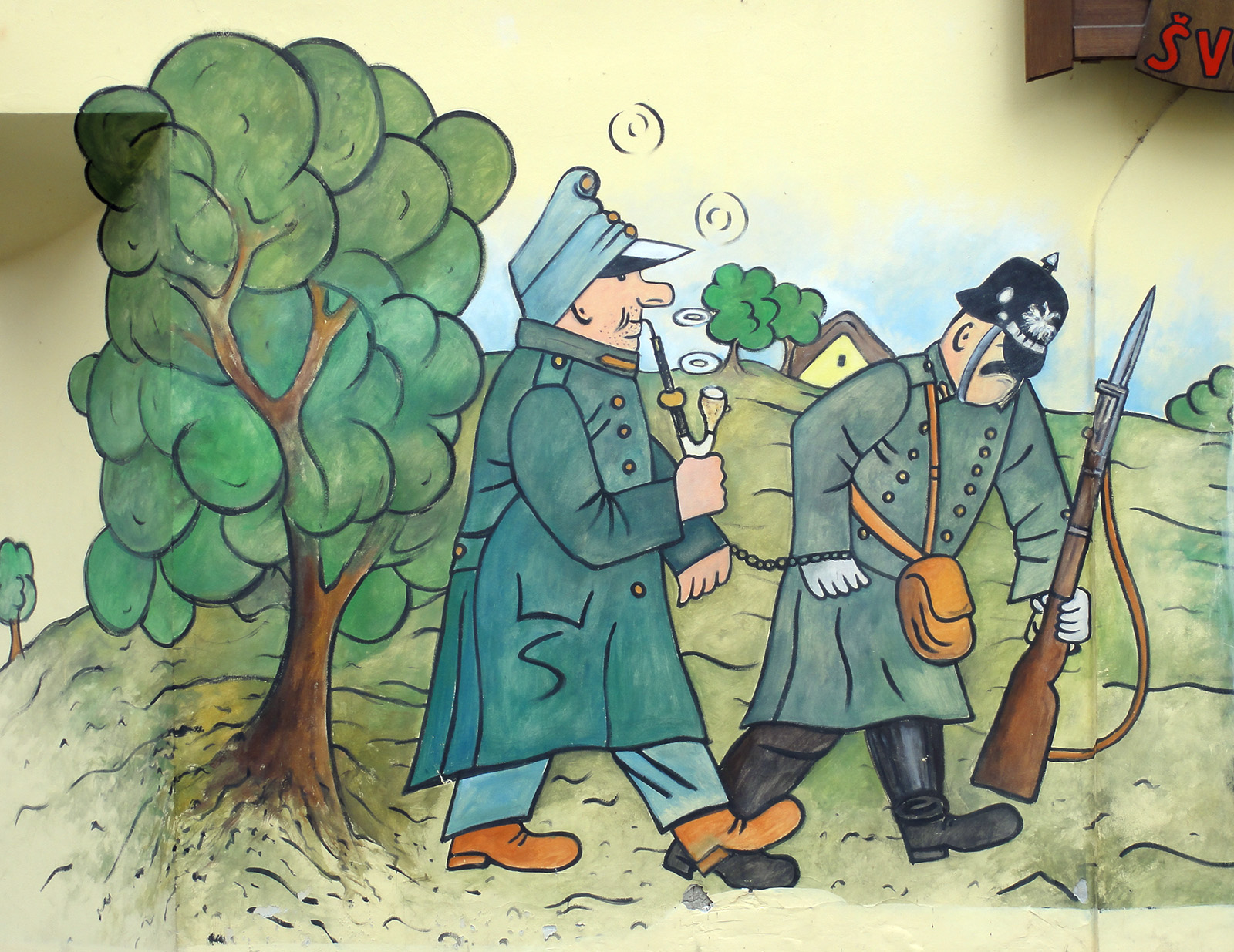
Unul din desenele lui Lada pentru Peripețiile bravului soldat Švejk reprodus pe zidul restaurantului Švejk din Praga